# ژیلینگ
یولینگِه (دانمارکی: Jyllinge) یک منطقهٔ مسکونی در دانمارک است که در Roskilde Municipality واقع شده‌است. یولینگه ۵٫۴۲ کیلومتر مربع مساحت و ۱۰٬۱۹۷ نفر جمعیت دارد و ۲۴ متر بالاتر از سطح دریا واقع شده‌است.